# Ołeh Czuwajew
Ołeh Serhijowycz Czuwajew, ukr. Олег Сергійович Чуваєв (ur. 25 października 1987 w Krzemieńczuku) – ukraiński piłkarz, grający na pozycji bramkarza.

## Kariera piłkarska

### Kariera klubowa
Wychowanek Szkół Sportowych w Dniepropetrowsku i Połtawie, barwy których bronił w juniorskich mistrzostwach Ukrainy (DJuFL). Karierę piłkarską rozpoczął 28 marca 2004 w drugiej drużynie Worskły Połtawa. 2 marca 2011 został wypożyczony do Kreminia Krzemieńczuk. Na początku 2012 przeszedł do MFK Mikołajów, a 28 listopada 2012 przeniósł się do PFK Sewastopol. Latem 2014 po aneksji półwyspu przez Rosję opuścił krymski klub, a 2 września 2014 został piłkarzem rosyjskiego Tomu Tomsk. Na początku 2015 przez pół roku grał na zasadach wypożyczenia w Chimiku Dzierżyńsk. Latem 2016 wrócił do Ukrainy, gdzie 15 lipca 2016 podpisał kontrakt z Zorią Ługańsk. 1 lipca 2019 opuścił ługański klub. 17 lutego 2020 podpisał kontrakt z Podilla Chmielnicki.

### Kariera reprezentacyjna
W 2005 występował w juniorskiej reprezentacji Ukrainy.

## Sukcesy i odznaczenia

### Sukcesy klubowe
PFK Sewastopol
- mistrz Ukraińskiej Pierwszej Ligi: 2012/13

Tom Tomsk
- brązowy medalista Rosyjskiej Pierwszej Dywizji: 2015/16

### Sukcesy indywidualne
- najlepszy piłkarz Tomu Tomsk: 2015/16